# 埃米利奥·巴迪尼
埃米利奥·巴迪尼（義大利語：Emilio Badini，1897年8月4日—1956年8月4日），意大利男子足球运动员，司职中场。他曾代表意大利国奥队参加1920年夏季奥林匹克运动会足球比赛，获得第四名。